# Andrej Daňko
Andrej Daňko (* 26. května 1948 Michalovce) je bývalý slovenský fotbalový záložník a československý reprezentant. Jeho nejstarší syn Ondrej byl také prvoligovým fotbalistou.

## Hráčská kariéra
Za československou reprezentaci odehrál v letech 1970–1971 dvě utkání. V letech 1967 až 1978 hrál za VSS Košice, kde byl členem legendární záložní řady Štafura–Pollák–Daňko. V ročníku 1978/79 hrál za Duklu Banská Bystrica a v letech 1979 až 1982 hrál za ZŤS Košice.

## Trenérská kariéra
Po skončení aktivní kariéry působil jako trenér VSS/ZŤS Košice (zde začínal s mládežnickými výběry už během hráčské kariéry), Bukóze Vranov nad Topľou, Chemlonu Humenné (1994–1997), Tatranu Prešov, Lokomotívě Košice, Spojích Košice, košické Barce, Rimavské Sobotě a také v Kuvajtu.

## Prvoligová bilance
| Ročník                                      | Zápasy | Góly | Minuty | Klub                  |
| ------------------------------------------- | ------ | ---- | ------ | --------------------- |
| 1. československá fotbalová liga 1967/68    | 20     | 3    | –      | VSS Košice            |
| 1. československá fotbalová liga 1968/69    | 26     | 6    | –      | VSS Košice            |
| 1. československá fotbalová liga 1969/70    | 26     | 2    | –      | VSS Košice            |
| 1. československá fotbalová liga 1970/71    | 27     | 9    | –      | VSS Košice            |
| 1. československá fotbalová liga 1971/72    | 27     | 5    | –      | VSS Košice            |
| 1. československá fotbalová liga 1972/73    | 27     | 9    | –      | VSS Košice            |
| 1. československá fotbalová liga 1973/74    | 29     | 5    | –      | VSS Košice            |
| 1. československá fotbalová liga 1974/75    | 25     | 9    | –      | VSS Košice            |
| 1. československá fotbalová liga 1975/76    | 22     | 6    | –      | VSS Košice            |
| 1. československá fotbalová liga 1976/77    | 0      | 0    | –      | VSS Košice            |
| 1. slovenská národní fotbalová liga 1977/78 | -      | -    | –      | VSS Košice            |
| 1. československá fotbalová liga 1978/79    | 18     | 2    | 1 376  | Dukla Banská Bystrica |
| 1. československá fotbalová liga 1979/80    | 23     | 1    | 1 931  | ZŤS Košice            |
| 1. československá fotbalová liga 1980/81    | 26     | 1    | 2 321  | ZŤS Košice            |
| 1. slovenská národní fotbalová liga 1981/82 | 4      | 0    | -      | ZŤS Košice            |
| CELKEM 1. liga                              | 296    | 58   | –      |                       |